# پارک تاریخی ملی لیندون بی. جانسون
پارک تاریخی ملی لیندون بی. جانسون (به انگلیسی: Lyndon B. Johnson National Historical Park) پارکی تاریخی در ایالت تگزاس در ایالات متحده آمریکا است.
در این پارک، منزل و رنچ خانوادگی سی و ششمین رئیس جمهور آمریکا قرار دارد.